# أليسون هولواي
أليسون هولواي (بالإنجليزية: Alison Holloway)‏ هي مقدمة تلفزيونية وصحفية بريطانية، ولدت في 2 فبراير 1961.

## وصلات خارجية
- أليسون هولواي على موقع IMDb (الإنجليزية)